# الجيريمانديرية في الولايات المتحدة

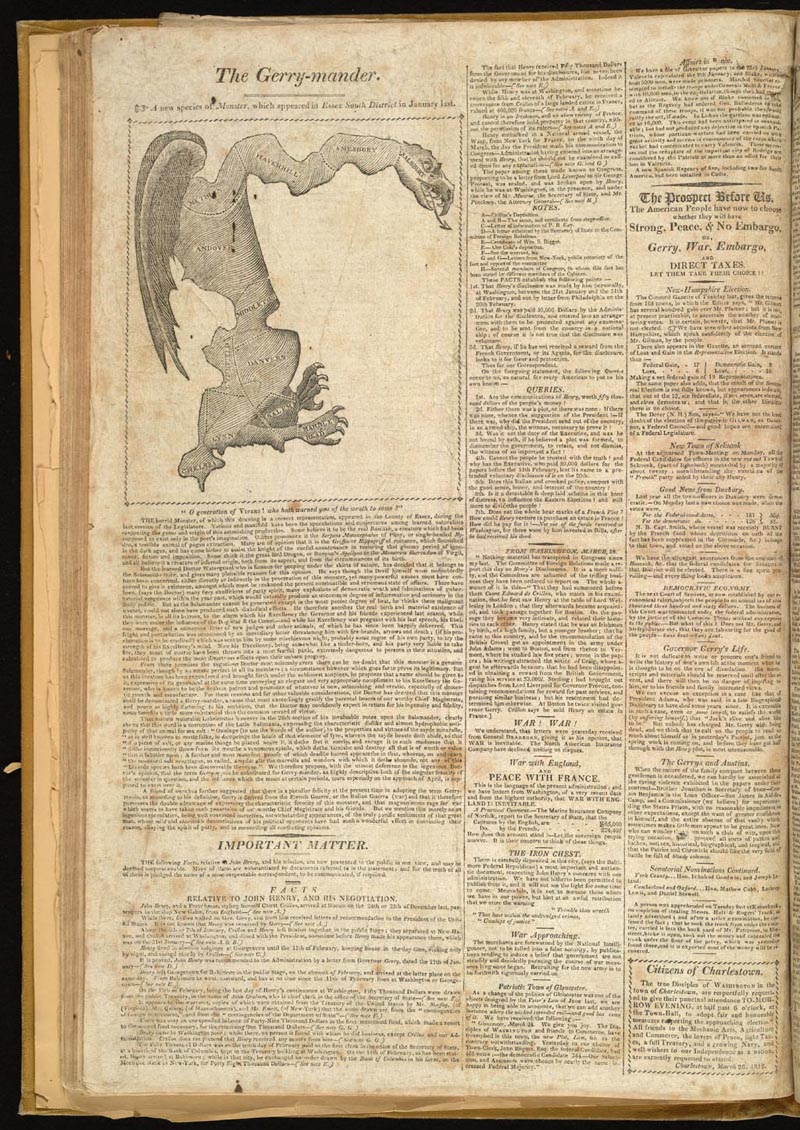

الجيريمانديرية هي وضع حدود للدوائر الانتخابية لتحقيق مصالح سياسية معينة ضمن هيئات السلطة التشريعية. وغالبًا ما يؤدي ذلك إلى نشوء دوائر ذات حدود ملتوية ومتعرجة بدلًا من نشوء مناطق مرصوصة. استُخدمت سياسة الجيريمانديرية في الولايات المتحدة منذ عام 1788 لزيادة قوة حزب سياسي ما، وصيغ هذا المصطلح، الجيريمانديرية، إثر مراجعة خرائط تقسيم ولاية ماساتشوستس عام 1812 التي وضعها الحاكم إلدبريدج جيري، إذ سُميت بذلك لأنها تشبه حيوان السلَمَنْدَر (السَّمنْدل).
في الولايات المتحدة، تجري كل 10 أعوام إعادة التقسيم الإداري في كل ولاية، عقب الإحصاء العقدي لسكان الولايات المتحدة. تُوضع الحدود الجغرافية حيث تكون كل دائرة في الولاية متاخمة جغرافيًا للأخرى، وتملك العدد ذاته من المقترعين. تؤثر الخريطة الناتجة عن التقسيم على انتخابات أعضاء الولاية في مجلس النواب الأمريكي وهيئات السلطة التشريعية. اعتُبرت إعادة تقسيم الدوائر الانتخابية ممارسة سياسية، وغالبًا ما تجري تحت إشراف مشرعي وحكام الولايات. عندما يسيطر حزب ما على الهيئات التشريعية ومكتب الحاكم في الولاية، يكون باستطاعة الحزب وضع حدود للدوائر الانتخابية وتقسيمها بما يتناسب مع مصالحه ويتعارض مع مصالح الأحزاب الأخرى والخصوم السياسيين. في الأعوام الأخيرة، ساهمت الخرائط المفصّلة والحوسبة عالية السرعة في تسهيل عملية الجيريمانديرية التي تمارسها الأحزاب السياسية من أجل إعادة تقسيم الدوائر، ومن أجل السيطرة على الهيئة التشريعية في الولاية والتمثيل النيابي، ولكي تضمن تلك الأحزاب فرض سيطرتها لعدة عقود لاحقة وتواجه التغيرات السياسية لدى سكان الولاية.
تأخذ حالات الجيريمانديرية التقليدية في الولايات المتحدة شكل الجيريمانديرية الحزبية، إذ تهدف إعادة التقسيم إلى تحقيق مصالح حزب سياسي وإضعاف حزب آخر. تُستخدم الجيريمانديرية ثنائية الحزبية لحماية أصحاب المناصب من طرف عدة أحزاب سياسية. أما الجيريمانديرية العرقية، فتهدف إلى إضعاف سلطة الناخبين من الأقليات.
خلال القرن العشرين، اعتبر نظام المحاكم الأمريكية الحالات المتطرفة من الجيريمانديرية غير قانونية، لكنه عانى من تحديد وتعريف أنماط الجيريمانديرية والمعايير التي يجب استخدامها لتحديد ما إذا كانت خرائط إعادة التقسيم غير قانونية. أصدرت المحكمة العليا الأمريكية حكمها في قضية ميلر ضد جونسون (1995) والقائل إن الجيريمانديرية العرقية خرقٌ للحقوق الدستورية، وأيدت القرارات المناهضة للتقسيم القائم عمدًا على أساس عرقي. لكن المحكمة العليا لم تستطع إصدار حكم بخصوص قضايا أخرى تتعلق بالجيريمانديرية الحزبية، كقضية فيث ضد جوبيليرر (2004) وجيل ضد ويتفورد (2018)، وفي حالة روكو ضد القضية المشتركة، إذ قررت في نهاية المطاف أن قضايا الجيريمانديرية الحزبية تمثل مسألة سياسية غير قابلة للتقاضي ولا يمكن التعامل معها وفقًا لنظام المحكمة الفيدرالي. وهكذا أصبح التعامل مع تلك القضايا من اختصاص الولايات والكونغرس، وعليهم إيجاد حل لمنع الجيريمانديرية الحزبية. أوجدت بعض الولايات مفوضيات إدارية مستقلة لتخفيف حدة التأثيرات السياسية للتقسيم، وطورت أنظمة اقتراع بديلة لا تعتمد على رسم الحدود للدوائر الانتخابية ذات العضو الواحد.

## أنماط الجيريمانديرية

### الجيريمانديرية الحزبية

#### الأصول
تشير الجيريمانديرية الحزبية إلى إعادة تقسيم الدوائر الانتخابية بما يتفق مع مصالح حزب سياسي واحد، وللولايات المتحدة تاريخٌ طويل مع هذه الممارسة يسبق انتخابات أول كونغرس أميركي عام 1789. في عام 1788، كان باتريك هنري وحلفاؤه من مناهضي الفدرالية يسيطرون على مجلس نواب فرجينيا. رسموا حدود التقسيم الخامس للدوائر الانتخابية في فرجينيا في محاولة فاشلة منهم لإقصاء جيمس ماديسون وإبعاده عن مجلس النواب الأمريكي.
استُخدم مصطلح جيريماندير (كان سابقًا يُكتب على الشكل الآتي: جيري-ماندير) لأول مرة في جريدة بوسطن في السادس والعشرين من شهر مارس عام 1812 في استجابة لإعادة رسم حدود دائرة انتخاب مجلس النواب في ولاية ماساتشوستس، التي حكمها وقتها إلدبريدج جيري (1744-1814)، والذي وقع قانونًا يؤدي إلى انتفاع حزبه الديموقراطي الجمهوري من إعادة تقسيم الدوائر الانتخابية في ماساتشوستس. وعند رسم المخطط، لوحظ أن إحدى التقسيمات الإدارية في شمال بوسطن متعرجة وتمثل شكل السلمندر.
لا يمكن تأكيد هوية من صاغ مصطلح جيريمانديرية، لكن المؤرخين يعتقدون أن محرري صحيفة (ذا فيديراليست) نيثان هيل وبينجامين وجون رسل هم من بدؤوا هذا المصطلح، لكن لا وجود لأدلة تاريخية تفيد بمخترع هذا المصطلح أو من استخدمه للمرة الأولى.

#### التطبيق الحديث (2000 – )
ساعد تقدم الحواسيب على تطبيق الجيريمانديرية. فباستخدام نظام المعلومات الجغرافية والبيانات الإحصائية  كمدخلات، يستطيع صُناع الخرائط اليوم استخدام الحواسيب لمعالجة عددٍ من نماذج الخرائط المحتملة، وبذلك الحصول على أفضل النتائج المرغوبة، ويشمل ذلك الجيريمانديرية الحزبية. تستطيع الحواسيب أن تخمن رغبات المقترعين، وتستخدم هذه التخمينات لتحشر الأصوات أو تفرقها ضمن الدوائر الانتخابية. يعني حشر الأصوات تركيز المقترعين في دائرة انتخابية واحدة عن طريق إعادة رسم الحدود النيابية حتى يُنقل الخصوم المسؤولون عن دائرة انتخابية ما إلى دائرة انتخابية أكبر، وهكذا ينخفض تمثيل الحزب الخصم النيابي. أما تفريق الأصوات فيرمز إلى تخفيف قوة المقترعين المعارضين لحزب ما في عدة دوائر انتخابية عن طريق إعادة رسم الحدود النيابية كي تُخفّض نسبة المقترعين من الأقليات، وبذلك تُخفض فرصة الاستيلاء النيابي على دائرة واحدة. يقود التكتيكان السابقان إلى ما أسمته صحيفة التايمز بـ »الأصوات المُهدورة«، وهي الأصوات التي لا تدعم الحزب ولا تحقق له الفوز. والأصوات المهدورة هي إما عدد زائد من الأصوات في دائرة انتخابية واحدة تابعة لحزب واحد تفوق عدد الأصوات الكافية للفوز، أو أي صوت أدى في النهاية إلى الخسارة. ذكرت دراسة أجرتها جامعة دالاوير حالات يُختطف فيها أصحاب المناصب الذين يعيشون في منطقة تقسيم إداري معينة ويمثلونها، ويُنقلون إلى منطقة أخرى مجاورة نتيجة إعادة رسم الحدود النيابية، ووضعهم في مناطق إدارية يصعب عليهم الفوز فيها.

#### ثنائية الحزبية
الجيريمانديرية ثنائية الحزبية تعني أن إعادة تقسيم الدوائر الانتخابية يفيد أصحاب المناصب في الحزبين الجمهوري والديمقراطي، وأصبح ذلك وثيقًا في عملية إعادة تقسيم الدوائر الانتخابية عام 2000، التي أدت إلى خلق إحدى أكثر خطط التقسيم غير التنافيسة في تاريخ الولايات المتحدة. أقرت المحكمة العليا بقضية غافني ضد كومنغز (1973) أن الجيريمانديرية الحزبية مسموح بها قانونيًا تحت فقرة الحماية المتكافئة.

### الجيريمانديرية العرقية
بالإمكان استخدام التركيب العرقي كوسيلة لخلق جيريمانديرية عرقية. هناك تداخلٌ بين الجيريمانديرية العرقية والحزبية، فالأقليات تميل للمرشحين الديمقراطيين. أثارت قضية »روكو ضد قضية مشتركة«، والمتمثلة بإعادة تقسيم الداوئر الانتخابية في نورث كارولاينا، حالة من الجيريمانديرية الحزبية والعرقية. ولكن بالإمكان خلق جيريمانديرية عرقية بصرف النظر عن الخطوط الحزبية.